# Rozkład prawdopodobieństwa
Rozkład prawdopodobieństwa – miara probabilistyczna określona na zbiorze wartości pewnej zmiennej losowej (wektora losowego). Formalnie rozkład prawdopodobieństwa można rozpatrywać bez odwołania się do zmiennych losowych.

## Definicja formalna
Rozkład prawdopodobieństwa – to miara probabilistyczna {\displaystyle P} określona na σ-ciele podzbiorów borelowskich pewnej przestrzeni polskiej {\displaystyle Y.} Dla rozkładów ciągłych jako przestrzeń polską wybiera się przestrzeń euklidesowa {\displaystyle \mathbb {R} ^{n}.}
Rozkład prawdopodobieństwa nazywamy jednowymiarowym, jeżeli zmienna losowa jest 1-wymiarowa (tj. {\displaystyle n=1}), a wielowymiarowym, jeżeli {\displaystyle n>1.}

## Zastosowanie zmiennych losowych
Przestrzenią probabilistyczną nazywa się trójkę uporządkowaną, złożoną z: a) przestrzeni zdarzeń elementarnych {\displaystyle \Omega ,} b) określonego na niej σ-ciała {\displaystyle {\mathcal {F}},} którego elementy są nazywane zdarzeniami losowymi, c) miary probabilistycznej {\displaystyle P,} przyporządkowującej zdarzeniom liczby zwane prawdopodobieństwami.
Tak określone prawdopodobieństwo jest jednak niewygodne do badania, gdy {\displaystyle \Omega } jest zbiorem bez zadanych jakichkolwiek relacji między jego elementami. Dlatego definiuje się funkcję zwaną zmienną losową, która przyporządkowuje elementom przestrzeni {\displaystyle \Omega } elementy jakiejś przestrzeni mierzalnej {\displaystyle Y} o pożądanych właściwościach. Najczęściej jako przestrzeń mierzalną wykorzystuje się przestrzeń euklidesową, tj. {\displaystyle Y=\mathbb {R} ^{n},n\in \mathbb {N} _{+}.} Wtedy zmienną losową nazywa się wektorem losowym.
Przeciwobraz każdego zbioru mierzalnego w {\displaystyle Y} jest zdarzeniem losowym. Podzbiory mierzalne przestrzeni {\displaystyle Y} tworzą σ-ciało, które oznaczać będziemy symbolem {\displaystyle {\mathcal {B}}(Y).} Ponieważ zmienna losowa nie musi być funkcją różnowartościową, więc ten sam zbiór mierzalny {\displaystyle A\in {\mathcal {B}}(Y)} można w ogólnym przypadku otrzymać z wielu różnych zdarzeń o różnych prawdopodobieństwach. Aksjomaty σ-ciała zapewniają, że wśród tych zdarzeń jest także ich suma i do niej jest przypisane największe prawdopodobieństwo. Suma ta jest równa przeciwobrazowi zbioru {\displaystyle A,} czyli {\displaystyle X^{-1}(A).}
Rozkład zmiennej losowej {\displaystyle X} – to funkcja {\displaystyle P_{X}} określona na sigma ciele {\displaystyle {\mathcal {B}}(Y)} taka że prawdopodobieństwo zdarzenia {\displaystyle A\in {\mathcal {B}}(Y)} jest równe prawdopodobieństwu przypisanemu przeciwobrazowi {\displaystyle X^{-1}(A)} zdarzenia {\displaystyle A{:}}
{\displaystyle P_{X}(A)=P(X^{-1}(A)).}
Rozkład {\displaystyle P_{X}} jest nową miarą probabilistyczną. Jest on w przestrzeni stanów {\displaystyle Y} odpowiednikiem miary probabilistycznej {\displaystyle P.}
Uwaga 1:
Zapis {\displaystyle P_{X}} gdzie {\displaystyle X} jest zdarzeniem, a nie zmienną losową jest stosowany na oznaczenie prawdopodobieństwa warunkowego.
Uwaga 2:
Niżej omówiono rozkłady ciągłe i dyskretne. Oprócz nich istnieją także rozkłady nie mieszczące się w żadnej z tych kategorii – na przykład rozkład o dystrybuancie Cantora.

### Rozkład ciągły
Jeżeli istnieje funkcja {\displaystyle f\colon Y\to [0,\infty ),} taka że
{\displaystyle P(A)=\int \limits _{A}~f(x)dx}
(całka Lebesgue’a) dla dowolnego zbioru borelowskiego {\displaystyle A\in {\mathcal {B}}(Y),} to funkcję tę nazywa się gęstością rozkładu prawdopodobieństwa (funkcją gęstości prawdopodobieństwa).
Nazwa pochodzi od intuicji fizycznych (zob. gęstość masy). O rozkładzie {\displaystyle P} mającym gęstość mówi się, że jest ciągły (lub typu ciągłego).
Powyższa definicja jest poprawna dla dowolnych rozkładów prawdopodobieństwa, także wielowymiarowych – wówczas {\displaystyle x} jest wektorem.
Rozkład {\displaystyle P_{X}} zmiennej losowej {\displaystyle X} spełniający powyższe warunki definiuje się analogicznie. O zmiennej losowej również mówi się wówczas, iż jest ciągła (lub typu ciągłego).

### Rozkład dyskretny
Rozkład {\displaystyle P} nazywa się dyskretnym, jeśli jest skupiony na zbiorze przeliczalnym, tzn. istnieje zbiór (co najwyżej) przeliczalny {\displaystyle S\subseteq Y} dla którego {\displaystyle P(S)=1.} Jeżeli
{\displaystyle S=\{s_{i}\colon i\in I\}} oraz {\displaystyle p_{i}=P(\{s_{i}\})} dla każdego {\displaystyle i\in I,}
to dla dowolnego zbioru borelowskiego {\displaystyle A}
{\displaystyle P(A)=P(A\cap S)=\sum _{i\in I}~p_{i}{\boldsymbol {1}}_{A}(s_{i}),}
gdzie {\displaystyle {\boldsymbol {1}}_{A}} to indykator (funkcja charakterystyczna) zbioru {\displaystyle A.}
Zatem zbiór par {\displaystyle \{(s_{i},p_{i})\colon i\in I\}} jednoznacznie wyznacza rozkład {\displaystyle P.} Stąd dowolny zbiór tej postaci, gdzie {\displaystyle p_{i}>0} oraz {\displaystyle \sum p_{i}=1} (co wynika z własności rozkładu), nazywa się czasami rozkładem (dyskretnym). Odwzorowanie {\displaystyle s_{i}\mapsto p_{i},} oznaczane {\displaystyle \operatorname {pmf} (s_{i})=p_{i},} nosi nazwę funkcji masy prawdopodobieństwa i jest ono dyskretnym odpowiednikiem gęstości prawdopodobieństwa.
Dyskretna zmienna losowa {\displaystyle X} to zmienna losowa o rozkładzie dyskretnym. Wówczas można go zdefiniować podobnie jak wyżej równością
{\displaystyle P_{X}(\{x_{i}\})=P(X^{-1}(A)),}
jednakże w tym wypadku zachodzi dodatkowo
{\displaystyle P(X^{-1}(A))=P(\{\omega \in \Omega \colon X(\omega )=x_{i}\}){\overset {\underset {\mathrm {ozn} }{\ }}{=}}P(X=x_{i}){\overset {\underset {\mathrm {ozn} }{\ }}{=}}\operatorname {pmf} _{X}(x_{i}),}
gdzie {\displaystyle \left\{x_{i}\right\}_{i\in I}} jest zbiorem wszystkich wartości przyjmowanych przez zmienną {\displaystyle X.}

## Dystrybuanta rozkładu jednowymiarowego
Dystrybuantą jednowymiarowego rozkładu prawdopodobieństwa {\displaystyle P} nazywa się funkcję {\displaystyle F_{P}\colon \mathbb {R} \to \mathbb {R} ,} zdefiniowana wzorem:
{\displaystyle F_{P}(t)=P((-\infty ,t]).}
Dystrybuanta rozkładu zmiennej losowej {\displaystyle X,} to dystrybuanta {\displaystyle F_{P_{X}},} oznaczana zwykle symbolem {\displaystyle F_{X},} otrzymana z rozkładu tej zmiennej losowej:
{\displaystyle F_{X}(t)=P_{X}(\{x\colon x\leqslant t\})}
Jeśli rozkład {\displaystyle P} ma gęstość {\displaystyle f,} jego dystrubuanta {\displaystyle F_{P}} wyraża się wzorem:
{\displaystyle F_{P}(t)=\int \limits _{-\infty }^{t}~f(x)dx.}
Dystrybuanta w pełni wyznacza rozkład, tzn. dwie zmienne o tej samej dystrybuancie muszą mieć ten sam rozkład; obrazuje to poniższy przykład.

### Przykłady
1) Niech {\displaystyle \Omega _{1}=\{\mathrm {O} ,\mathrm {R} \}} będzie przestrzenią zdarzeń elementarnych doświadczenia polegającego na rzucie monetą, które może z jednakowym prawdopodobieństwem dać dwa wyniki: orła i reszkę, tj.
{\displaystyle P(\mathrm {O} )={\tfrac {1}{2}}} oraz {\displaystyle P(\mathrm {R} )={\tfrac {1}{2}}.}
Jeżeli zmienna {\displaystyle X\colon \Omega _{1}\to \mathbb {R} } jest określona równościami
{\displaystyle X(\mathrm {O} )=-1} oraz {\displaystyle X(\mathrm {R} )=1,}
to jej rozkład {\displaystyle P_{X}} jest określony następująco:
{\displaystyle P(X\in A)={\begin{cases}0,&{\mbox{dla }}A=\mathbb {R} \setminus \{-1,1\},\\{\tfrac {1}{2}},&{\mbox{dla }}A=\{-1\}{\mbox{ lub }}A=\{1\},\\1,&{\mbox{dla }}A=\{-1,1\},\end{cases}}}
a funkcja masy prawdopodobieństwa ma postać:
{\displaystyle P(X=x)={\begin{cases}0,&{\mbox{dla }}x\neq -1\ {\mbox{ i }}\ \ x\neq 1,\\{\tfrac {1}{2}},&{\mbox{dla }}x=-1{\mbox{ lub }}x=1.\end{cases}}}
Oznacza to, że zmienna losowa {\displaystyle X} odwzorowuje zdarzenia
{\displaystyle \Omega _{1}\ni \mathrm {O} \mapsto -1\in \mathbb {R} \iff X(\mathrm {O} )=-1,}
{\displaystyle \Omega _{1}\ni \mathrm {R} \mapsto \,\ \ 1\in \mathbb {R} \iff X(\mathrm {R} )=\,\ \ 1}
oraz zachowuje prawdopodobieństwo określone na {\displaystyle (\Omega _{1},{\mathcal {F}})} przekształcając je w rozkład określony na {\displaystyle (\mathbb {R} ,{\mathcal {B}}(\mathbb {R} )).}
Z definicji dystrybuanty wynika, iż prawdopodobieństwo zdarzenia
{\displaystyle A=\{\omega \in \Omega \colon a<X(\omega )\leqslant b\}{\overset {\underset {\mathrm {ozn} }{\ }}{=}}\{a<X\leqslant b\}}
dane jest wzorem
{\displaystyle P(X\in A)=P(a<X\leqslant b)=F_{X}(b)-F_{X}(a).}
Dystrybuanta zmiennej {\displaystyle X} to funkcja {\displaystyle F_{X}\colon \mathbb {R} \to [0,1]} określona wzorem
{\displaystyle F_{X}(t)={\begin{cases}0,&{\mbox{dla }}t\leqslant -1,\\{\tfrac {1}{2}},&{\mbox{dla }}-1<t\leqslant 1,\\1,&{\mbox{dla }}t>1.\end{cases}}}
2) Niech {\displaystyle \Omega _{2}=\{\mathrm {O} ,\mathrm {R} ,\mathrm {K} \}} będzie przestrzenią zdarzeń elementarnych rzutu monetą, wyżej opisanego, przy czym dodatkowo uwzględnimy upadek na kant, który prawie na pewno się nie zdarzy. Jeżeli
{\displaystyle P(\mathrm {O} )=P(\mathrm {R} )={\tfrac {1}{2}}} oraz {\displaystyle P(\mathrm {K} )=0,}
to zmienna losowa {\displaystyle Y\colon \Omega _{2}\to \mathbb {R} } określona równościami
{\displaystyle Y(\mathrm {O} )=-1,Y(\mathrm {R} )=1} oraz {\displaystyle Y(\mathrm {K} )=7,}
ma taki sam rozkład {\displaystyle P_{Y}} (oraz funkcję masy) co zmienna {\displaystyle X} określona wyżej, mimo iż są one różne.
Także dystrybuanta {\displaystyle F_{Y}} zmiennej {\displaystyle Y} dana jest tym samym wzorem co dystrybuanta {\displaystyle F_{X}} zmiennej {\displaystyle X.}

## Dystrybuanta rozkładu wielowymiarowego
Jeśli {\displaystyle X} jest wektorem losowym, tzn. {\displaystyle X\colon \Omega \to \mathbb {R} ^{n},} to rozważa się wówczas przedziały wielowymiarowe, tzn. zbiory będące iloczynami kartezjańskimi przedziałów, mające postać
{\displaystyle (-\infty ,t_{1}]\times (-\infty ,t_{2}]\times \ldots \times (-\infty ,t_{n}].}
Dystrybuanta {\displaystyle F_{P}\colon \mathbb {R} ^{n}\to \mathbb {R} } ma postać
{\displaystyle F_{P}(t_{1},t_{2},\dots ,t_{n})=P((-\infty ,t_{1}]\times (-\infty ,t_{2}]\times \ldots \times (-\infty ,t_{n}]).}
Stosuje się następujący zapis dystrybuanty rozkładu zmiennej losowej:
{\displaystyle F_{X}(t_{1},t_{2},\dots ,t_{n})=P(\{X\colon X_{1}\leqslant t_{1}\wedge X_{2}\leqslant t_{2}\wedge \ldots \wedge X_{n}\leqslant t_{n}\}),}
gdzie {\displaystyle X=(X_{1},X_{2},\dots ,X_{n}).}
Oznaczając {\displaystyle t=(t_{1},t_{2},\dots ,t_{n})} powyższy wzór można zapisać w skrócie
{\displaystyle F_{X}(t)=P(X\leqslant t).}
Jeśli rozkład wielowymiarowy {\displaystyle P} ma gęstość {\displaystyle f,} jego dystrybuanta {\displaystyle F_{P}} wyraża się za pomocą całki Lebesgue’a:
{\displaystyle F_{P}(t)\qquad \,=\!\!\!\!\!\!\!\!\!\!\!\!\!\!\!\!\!\!\!\!\!\!\!\int \limits _{(-\infty ,t_{1}]\times (-\infty ,t_{2}]\times \ldots \times (-\infty ,t_{n}]}\!\!\!\!\!\!\!\!\!\!\!\!\!\!\!\!\!\!\!\!\!\!\!\!f(t)dt,}
co można zapisać w prostszej wersji (ale tylko wtedy, gdy całkę Lebesgue’a da się rozbić w poniższy sposób):
{\displaystyle F_{P}(t)=\int \limits _{-\infty }^{t_{1}}\int \limits _{-\infty }^{t_{2}}\ldots \int \limits _{-\infty }^{t_{n}}f(t_{1},t_{2},\dots ,t_{n})dt_{n}\ldots dt_{2}dt_{1}.}

## Rozkład osobliwy
Df. Zmienna losowa {\displaystyle X} ma rozkład osobliwy (singularny), jeśli ma ciągłą dystrybuantę oraz istnieje zbiór {\displaystyle A\subseteq \mathbb {R} ,} taki że ma on zerową miarę Lebesgue’a {\displaystyle \lambda (A)} i jednostkowy rozkład prawdopodobieństwa {\displaystyle P(A),} tzn.
{\displaystyle \lambda (A)=0} oraz {\displaystyle P(A)=1.}

## Rozkład arytmetyczny
Df. Rozkładami arytmetycznymi nazywa się rozkłady skoncentrowane na zbiorze punktów postaci {\displaystyle kc,} gdzie {\displaystyle k\in \mathbb {Z} .}
Tw. To, iż rozkład {\displaystyle P} jest skupiony na zbiorze {\displaystyle \left\{{\tfrac {2\pi k}{t}}\colon k\in \mathbb {Z} \right\}} jest równoważne temu, iż jego funkcja charakterystyczna {\displaystyle \varphi } ma okres równy {\displaystyle t} bądź {\displaystyle \varphi (t)=1} dla pewnego {\displaystyle t\neq 0.}
Analizując funkcje charakterystyczne można stwierdzić, że arytmetyczne są rozkłady:
geometryczny, Bernoulliego i Poissona.
Rozkłady jedno- i dwupunktowe są przesuniętymi rozkładami arytmetycznymi.

## Popularne rozkłady

### Rozkłady ciągłe
- rozkład beta,
- rozkład χ²,
- rozkład Cauchy’ego,
- rozkład chi,
- rozkład Erlanga,
- rozkład F Snedecora,
- rozkład gamma,
- Rozkład Fishera-Tippetta,
- rozkład Weibulla,

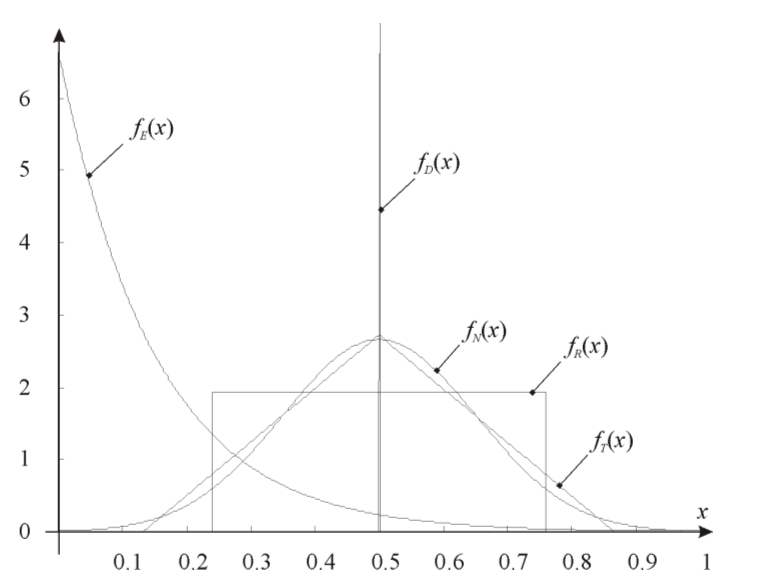
Wybrane rozkłady gęstości prawdopodobieństwa:
– rozkład normalny,
– rozkład wykładniczy,
– rozkład jednostajny,
– rozkład trójkątny,
– rozkład delty Diraca dla zmiennej pewnej.

- rozkład jednostajny ciągły (prostokątny),
- rozkład Laplace’a,
- rozkład Leviego,
- rozkład logarytmicznie normalny,
- rozkład normalny (Gaussa),
- wielowymiarowy rozkład normalny,
- rozkład trójkątny,
- rozkład Studenta,
- rozkład wykładniczy.

### Rozkłady dyskretne
- rozkład Boltzmanna,
- rozkład dwupunktowy (Bernoulliego u anglojęzycznych autorów),
- rozkład dwumianowy (Bernoulliego u większości polskich autorów),
- rozkład jednopunktowy (typu delta Diraca),
- rozkład jednostajny dyskretny,
- rozkład geometryczny,
- rozkład hipergeometryczny,
- rozkład Poissona,
- rozkład zero-jedynkowy,
- rozkład ujemny dwumianowy (Pascala).

### Pozostałe
- wspólny rozkład prawdopodobieństwa

## Statystyka
Jeśli mamy na myśli rzeczywiste prawdopodobieństwa wystąpienia danej wartości cechy w populacji, to mówimy o rozkładzie w populacji. Jeśli mamy na myśli prawdopodobieństwa wystąpienia danej cechy wyznaczone podczas badania statystycznego, to mówimy o rozkładzie empirycznym.